# Grünau-Siedlung
Grünau-Siedlung ist ein Ortsteil im Leipziger Stadtbezirk West. Er umfasst die Siedlung Grünau und die Kirschbergsiedlung, die in den 1910er- bis 30er-Jahren nach dem Gartenstadt-Konzept angelegt wurden und von Einfamilienhäusern geprägt sind. Lediglich ein kleiner Streifen des Ortsteils gehört zur angrenzenden Plattenbausiedlung Grünau.

## Lage
Grünau-Siedlung liegt etwa 8 Kilometer westsüdwestlich der Leipziger Stadtmitte. Der Ortsteil hat eine L-ähnliche Form. Er wird im Süden vom Lausner Weg, im Westen von der Krakauer Straße begrenzt. Der westliche Teil des Ortsteils (Kirschbergsiedlung) reicht im Norden bis zur Lützner, im Osten bis zur Kiewer Straße. Der südöstliche Teil (Siedlung Grünau) wird im Norden von der Ratzelstraße, im Osten von der Schönauer Straße begrenzt. Angrenzende Ortsteile sind (von Norden im Uhrzeigersinn) Grünau-Nord, Schönau, Grünau-Mitte, Kleinzschocher, Großzschocher und Lausen-Grünau.

## Geschichte
Die Kirschbergsiedlung wurde ab 1914 auf der Gemarkung Großmiltitz – außerhalb der Leipziger Stadtgrenzen – errichtet. Namensgeber ist der 127 Meter hohe Kirschberg, der Teil einer in Nord-Süd-Richtung verlaufenden Endmoräne ist und nach einer ehemaligen Kirschbaumplantage benannt wurde. Auf der Gemarkung Kleinzschocher, die damals bereits ein Stadtteil von Leipzig war, wurde ab 1920 die Siedlung Grünau angelegt. Das Gelände gehörte zum Besitz des einstigen Ritterguts Kleinzschocher. Die meisten Straßen der Siedlung erhielten ihren Namen nach Orten in Franken (z. B. Bamberger, Erlanger, Rothenburger, Würzburger Straße). In der ersten Hälfte der 1930er-Jahre wurde die Siedlung Neugrünau hinzugefügt, die die Kirschbergsiedlung mit der Siedlung Grünau verbindet.

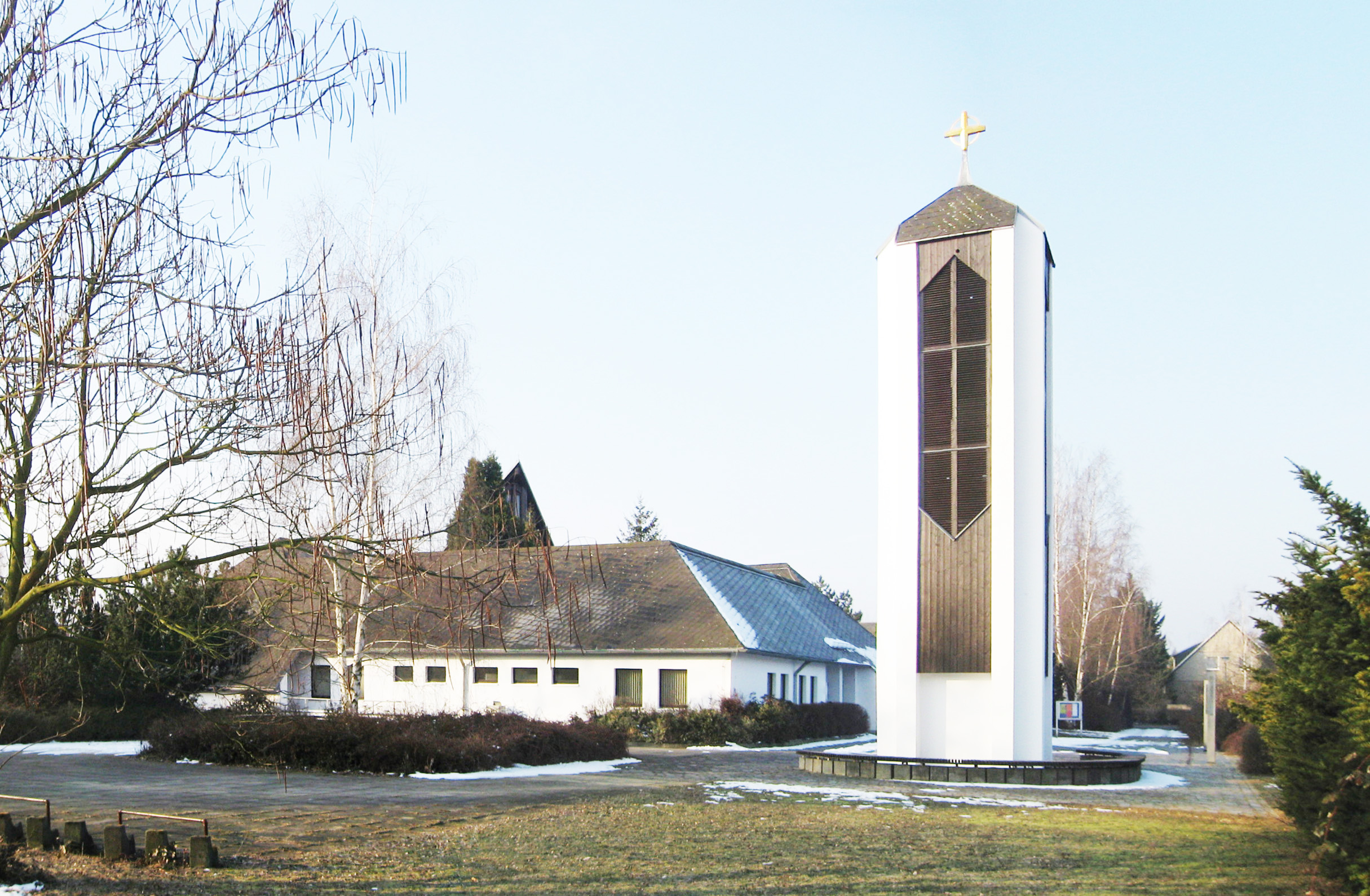
Evangelische Pauluskirche

Nördlich und westlich der Eigenheimsiedlungen entstand ab den 1970er-Jahren Leipzigs größte Plattenbausiedlung, die ebenfalls den Namen Grünau erhielt. Das Gebiet der Kirschbergsiedlung gehörte bis 1979 zu Miltitz, dann wurde es nach Leipzig eingemeindet. Einige Straßen der Kirschbergsiedlung wurden anschließend umbenannt und erhielten ihre Namen nach Kurorten (Blankenburger, Köstritzer, Lobensteiner, Schmiedeberger, Wilsnacker Straße usw.).
Die DDR-Führung hatte den neuen Stadtteil ohne Kirchen geplant. Mit Mitteln der westdeutschen Kirchen entstanden Anfang der 1980er-Jahre im Sonderbauprogramms „Kirchen für neue Städte“ zwei Kirchen: Sowohl die evangelische Pauluskirche als auch die katholische St.-Martin-Kirche befinden sich im heutigen Ortsteil Grünau-Siedlung. Der Bau der S-Bahntrasse zur Miltitzer Allee im Jahr 1982 teilte die Kirschbergsiedlung.
Mit der kommunalen Gebietsgliederung von 1992 legte die Stadtverwaltung den administrativ-statistischen Ortsteil Grünau-Siedlung fest, um die Bebauungs- und Bevölkerungsstruktur der Eigenheimsiedlungen zu berücksichtigen, die sich stark von den angrenzenden Plattenbau-Wohnkomplexen unterscheidet. In den 1990er-Jahren entwickelte sich die Einwohnerzahl deutlich positiver als in Leipzig insgesamt, seit 2004 stagniert sie jedoch bzw. ist sogar leicht zurückgegangen.

## Ortstypik

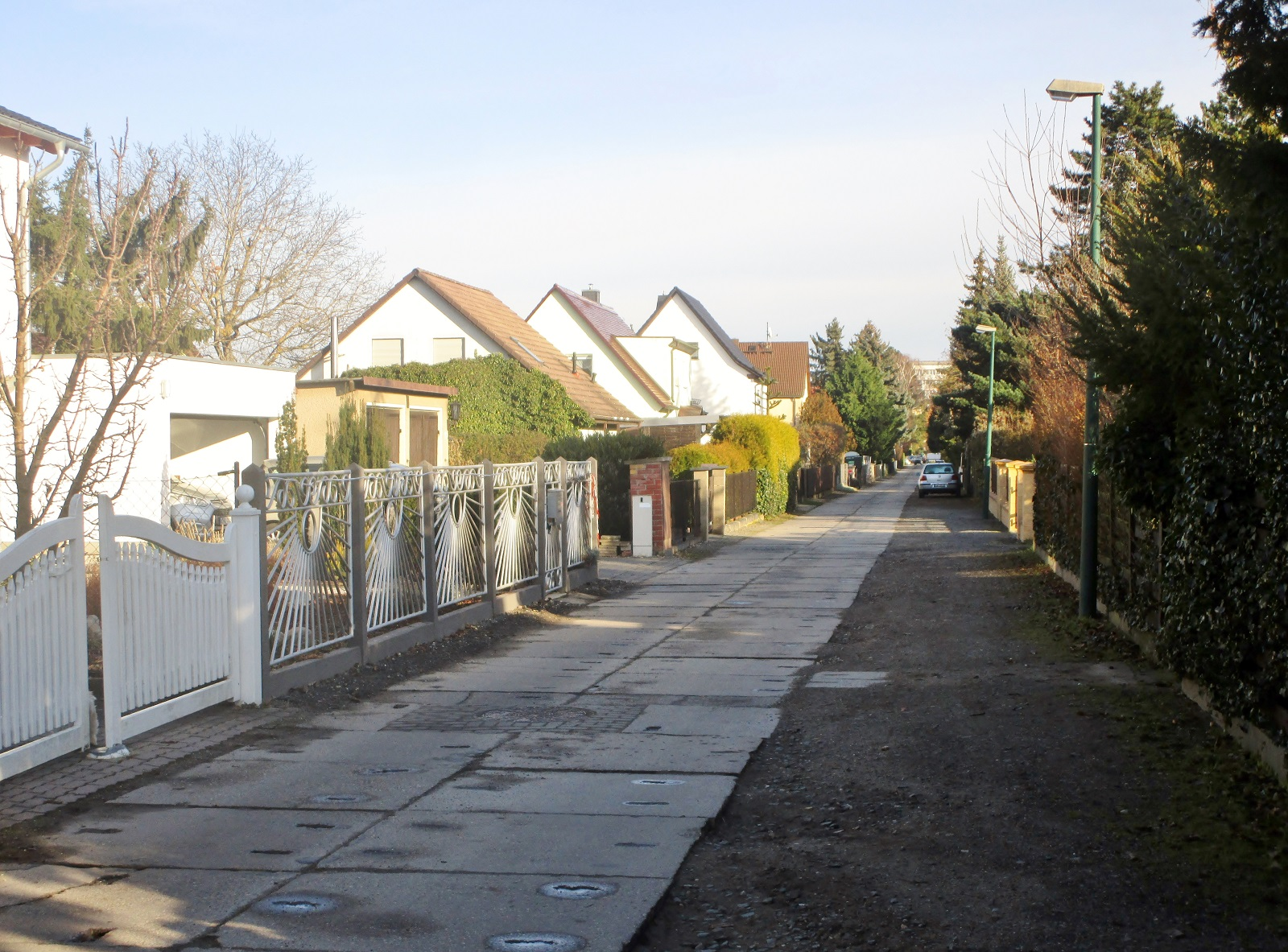
Erlanger Straße

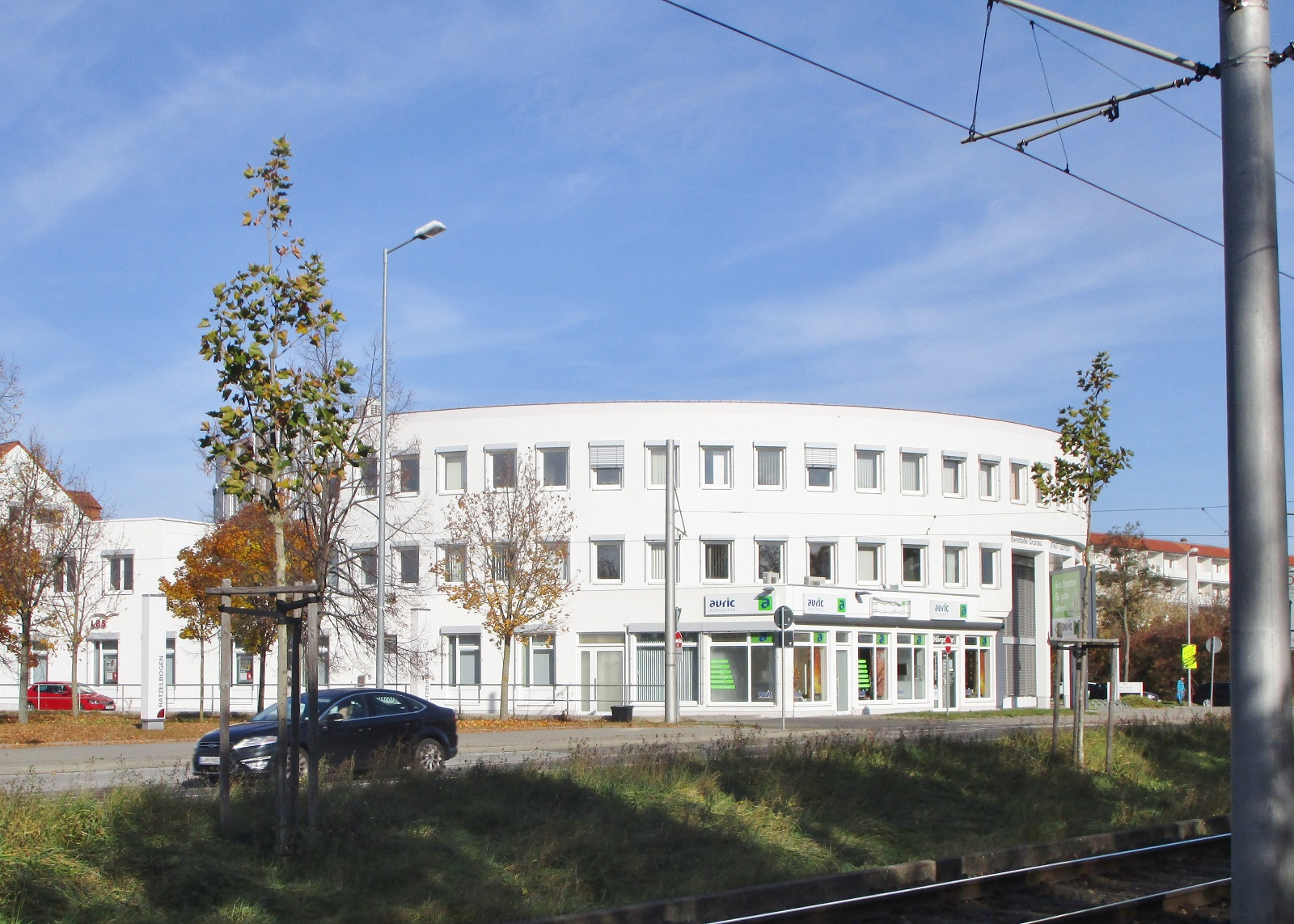
Ratzelbogen

Die Fläche des Ortsteils ist zum allergrößten Teil als Wohngebiet gewidmet. Ausnahmen sind ein Mischgebiet an der Kiewer/Ratzelstraße mit dem Stadtteilzentrum „Ratzelbogen“ sowie der Gartenfachmarkt an der Lützner Straße. Bei der Wohnbebauung handelt es sich ganz überwiegend um Einfamilienhäuser mit Gartengrundstücken. Lediglich im Osten des Ortsteils stehen an der Brambacher Straße vier 5-geschossige Wohnblöcke in Plattenbauweise sowie ein 7-geschossiges Altenheim.

## Bevölkerung
| Jahr | Einwohner |
| ---- | --------- |
| 2000 | 4.115     |
| 2005 | 4.039     |
| 2010 | 3.851     |
| 2015 | 3.843     |
| 2020 | 3.832     |
| 2024 | 3.864     |

Stand: 31.12. des jeweiligen Jahres
Grünau-Siedlung ist der Leipziger Ortsteil mit dem höchsten Durchschnittsalter, es liegt bei 54,0 Jahren (Stand: 2017). 47,7 Prozent der Bevölkerung sind älter als 60 Jahre, 10,2 Prozent sind sogar über 80 Jahre alt. Die Altersgruppen der 20- bis 40-Jährigen sowie der Kleinkinder sind hingegen stark unterrepräsentiert. Der Ausländeranteil ist mit 2 Prozent sehr gering. Die Pkw-Quote ist mit 490 Privatfahrzeugen je 1000 Einwohner für Leipziger Verhältnisse hoch. Das Nettoeinkommen liegt mit monatlich 1.652 € pro Person bzw. 1.912 € pro Haushalt über dem Leipziger Median. 60 Prozent der Bevölkerung haben Wohneigentum, einer der höchsten Werte unter den Leipziger Ortsteilen. Die Kriminalitätsrate ist mit 58 registrierten Straftaten pro 1000 Einwohner recht gering.

## Politik
Die Wahlbeteiligung in Grünau-Siedlung liegt im Leipziger Mittel (Bundestagswahl 2021: 78,3 %). Im Vergleich zum Bundestagswahlkreis Leipzig II (Wahlkreis 153), zu dem der Ortsteil Grünau-Siedlung gehört, wurde folgendes Ergebnis erzielt:
| Partei          | CDU  | LINKE | AfD  | SPD  | Grüne | FDP  | Sonstige |
| Grünau-Siedlung | 24,1 | 9,9   | 15,5 | 25,2 | 7,8   | 11,1 | 6,4      |
| Wahlkreis 153   | 13,1 | 14,7  | 11,2 | 20,9 | 21,3  | 9,7  | 9,1      |

Im Vergleich zum Wahlkreis hat die CDU in Grünau-Siedlung ein besonders starkes Wahlergebnis erzielt, landete aber trotzdem, wenn auch knapp, nur auf dem zweiten Platz hinter der SPD. Deutlich besser als im Wahlkreis hat in Grünau-Siedlung auch die AfD abgeschnitten, deutlich schwächer die LINKE und ganz besonders schwach die Grünen.
Bei Wahlen zum Sächsischen Landtag gehört Grünau-Siedlung zum Wahlkreis Leipzig 5.

## Verkehr
Durch den Ortsteil führt die Linie S 1 der S-Bahn Mitteldeutschland. In Grünau-Siedlung selbst gibt es keinen Haltepunkt, die S-Bahnhöfe Karlsruher Straße und Miltitzer Allee liegen unmittelbar jenseits der Ortsteilsgrenzen. Hauptverkehrsachse ist die Ratzelstraße, an der die Straßenbahnlinien 2 und 3 entlangführen (mit separatem Gleisbett), die das südliche Grünau mit der Innenstadt verbinden. Auf dem Gebiet des Ortsteils liegt die Gleisschleife Grünau-Süd als Endstelle der Linie 2. Auf der Ratzelstraße verlaufen streckenweise auch die Buslinien 61 und 66. Auf der Schönauer Straße am Ostrand der Siedlung Grünau fährt die Buslinie 65.
Die Alte Salzstraße erinnert an eine historische Straße, durchquert den Ortsteil in West-Ost-Richtung und ist heute vor allem für den Rad- und Fußverkehr von Bedeutung.